# Jim Allevinah
Jim Allevinah (Agen, 27 febbraio 1995) è un calciatore gabonese con cittadinanza francese, attaccante dell'Angers e della nazionale gabonese.

## Carriera

### Club
Ha giocato tra la massima e la quinta serie francese.

### Nazionale
Nel 2019 ha esordito in nazionale; in seguito è stato convocato per la Coppa delle nazioni africane 2021.

## Statistiche

### Presenze e reti nei club
Statistiche aggiornate al 4 maggio 2025.
| Stagione        | Squadra          | Campionato      | Campionato | Campionato | Coppe nazionali | Coppe nazionali | Coppe nazionali | Coppe continentali | Coppe continentali | Coppe continentali | Altre coppe | Altre coppe | Altre coppe | Totale | Totale |
| Stagione        | Squadra          | Comp            | Pres       | Reti       | Comp            | Pres            | Reti            | Comp               | Pres               | Reti               | Comp        | Pres        | Reti        | Pres   | Reti   |
| --------------- | ---------------- | --------------- | ---------- | ---------- | --------------- | --------------- | --------------- | ------------------ | ------------------ | ------------------ | ----------- | ----------- | ----------- | ------ | ------ |
| 2016-2017       | Aviron Bayonnais | N3              | 22         | 6          | CF              | -               | -               | -                  | -                  | -                  | -           | -           | -           | 22     | 6      |
| 2018-2019       | Le Puy           | N2              | 26         | 2          | CF              | 2               | 0               | -                  | -                  | -                  | -           | -           | -           | 28     | 2      |
| 2019-2020       | Clermont Foot    | L2              | 22         | 2          | CF+CdL          | -               | -               | -                  | -                  | -                  | -           | -           | -           | 22     | 2      |
| 2020-2021       | Clermont Foot    | L2              | 38         | 12         | CF              | 1               | 0               | -                  | -                  | -                  | -           | -           | -           | 39     | 12     |
| 2021-2022       | Clermont Foot    | L1              | 30         | 1          | CF              | -               | -               | -                  | -                  | -                  | -           | -           | -           | 30     | 1      |
| 2022-2023       | Clermont Foot    | L1              | 36         | 1          | CF              | 1               | 0               | -                  | -                  | -                  | -           | -           | -           | 37     | 1      |
| 2023-2024       | Clermont Foot    | L1              | 29         | 2          | CF              | 2               | 1               | -                  | -                  | -                  | -           | -           | -           | 31     | 3      |
| Totale Clermont | Totale Clermont  | Totale Clermont | 155        | 18         |                 | 4               | 1               |                    | -                  | -                  |             | -           | -           | 159    | 19     |
| 2024-2025       | Angers           | L1              | 27         | 1          | CF              | 3               | 1               | -                  | -                  | -                  | -           | -           | -           | 30     | 2      |
| Totale carriera | Totale carriera  | Totale carriera | 230        | 27         |                 | 9               | 2               |                    | -                  | -                  |             | -           | -           | 239    | 29     |

### Cronologia presenze e reti in nazionale
| Cronologia completa delle presenze e delle reti in nazionale ― Gabon | Cronologia completa delle presenze e delle reti in nazionale ― Gabon | Cronologia completa delle presenze e delle reti in nazionale ― Gabon | Cronologia completa delle presenze e delle reti in nazionale ― Gabon | Cronologia completa delle presenze e delle reti in nazionale ― Gabon | Cronologia completa delle presenze e delle reti in nazionale ― Gabon | Cronologia completa delle presenze e delle reti in nazionale ― Gabon | Cronologia completa delle presenze e delle reti in nazionale ― Gabon |
| Data                                                                 | Città                                                                | In casa                                                              | Risultato                                                            | Ospiti                                                               | Competizione                                                         | Reti                                                                 | Note                                                                 |
| -------------------------------------------------------------------- | -------------------------------------------------------------------- | -------------------------------------------------------------------- | -------------------------------------------------------------------- | -------------------------------------------------------------------- | -------------------------------------------------------------------- | -------------------------------------------------------------------- | -------------------------------------------------------------------- |
| 23-3-2019                                                            | Bujumbura                                                            | Burundi                                                              | 1 – 1                                                                | Gabon                                                                | Qual. Coppa d'Africa 2019                                            | -                                                                    |                                                                      |
| 10-10-2019                                                           | Saint-Leu-la-Forêt                                                   | Burkina Faso                                                         | 0 – 1                                                                | Gabon                                                                | Amichevole                                                           | -                                                                    |                                                                      |
| 15-10-2019                                                           | Tangeri                                                              | Marocco                                                              | 2 – 3                                                                | Gabon                                                                | Amichevole                                                           | -                                                                    | 51’                                                                  |
| 14-11-2019                                                           | Kinshasa                                                             | RD del Congo                                                         | 0 – 0                                                                | Gabon                                                                | Qual. Coppa d'Africa 2021                                            | -                                                                    | 65’                                                                  |
| 17-11-2019                                                           | Franceville                                                          | Gabon                                                                | 2 – 1                                                                | Angola                                                               | Qual. Coppa d'Africa 2021                                            | -                                                                    | 70’ 90+3’                                                            |
| 11-10-2020                                                           | Lisbona                                                              | Gabon                                                                | 0 – 2                                                                | Benin                                                                | Amichevole                                                           | -                                                                    | 55’                                                                  |
| 12-11-2020                                                           | Libreville                                                           | Gabon                                                                | 2 – 1                                                                | Gambia                                                               | Qual. Coppa d'Africa 2021                                            | -                                                                    | 54’                                                                  |
| 16-11-2020                                                           | Bakau                                                                | Gambia                                                               | 2 – 1                                                                | Gabon                                                                | Qual. Coppa d'Africa 2021                                            | -                                                                    | 69’ 90+3’                                                            |
| 29-3-2021                                                            | Benguela                                                             | Angola                                                               | 2 – 0                                                                | Gabon                                                                | Qual. Coppa d'Africa 2021                                            | -                                                                    |                                                                      |
| 1-9-2021                                                             | Bengasi                                                              | Libia                                                                | 2 – 1                                                                | Gabon                                                                | Qual. Mondiali 2022                                                  | -                                                                    | 55’                                                                  |
| 5-9-2021                                                             | Franceville                                                          | Gabon                                                                | 1 – 1                                                                | Egitto                                                               | Qual. Mondiali 2022                                                  | 1                                                                    | 66’                                                                  |
| 12-11-2021                                                           | Franceville                                                          | Gabon                                                                | 1 – 0                                                                | Libia                                                                | Qual. Mondiali 2022                                                  | -                                                                    | 83’                                                                  |
| 16-11-2021                                                           | Alessandria d'Egitto                                                 | Egitto                                                               | 2 – 1                                                                | Gabon                                                                | Qual. Mondiali 2022                                                  | 1                                                                    | 84’                                                                  |
| 10-1-2022                                                            | Yaoundé                                                              | Gabon                                                                | 1 – 0                                                                | Comore                                                               | Coppa d'Africa 2021 - 1º turno                                       | -                                                                    | 66’                                                                  |
| 14-1-2022                                                            | Yaoundé                                                              | Gabon                                                                | 1 – 1                                                                | Ghana                                                                | Coppa d'Africa 2021 - 1º turno                                       | 1                                                                    | 53’                                                                  |
| 18-1-2022                                                            | Yaoundé                                                              | Gabon                                                                | 2 – 2                                                                | Marocco                                                              | Coppa d'Africa 2021 - 1º turno                                       | 1                                                                    | 88’                                                                  |
| 23-1-2022                                                            | Limbe                                                                | Burkina Faso                                                         | 1 – 1 dts (8 - 7 dtr)                                                | Gabon                                                                | Coppa d'Africa 2021 - Ottavi di finale                               | -                                                                    | 7’ 50’                                                               |
| 23-3-2023                                                            | Franceville                                                          | Gabon                                                                | 1 – 0                                                                | Sudan                                                                | Qual. Coppa d'Africa 2023                                            | -                                                                    |                                                                      |
| 18-6-2023                                                            | Franceville                                                          | Gabon                                                                | 0 – 2                                                                | RD del Congo                                                         | Qual. Coppa d'Africa 2023                                            | -                                                                    | 21’                                                                  |
| 9-9-2023                                                             | Nouakchott                                                           | Mauritania                                                           | 2 – 1                                                                | Gabon                                                                | Qual. Coppa d'Africa 2023                                            | -                                                                    | 56’                                                                  |
| 16-11-2023                                                           | Franceville                                                          | Gabon                                                                | 2 – 1                                                                | Kenya                                                                | Qual. Mondiali 2026                                                  | -                                                                    | 45+2’                                                                |
| 19-11-2023                                                           | Dar es Salaam                                                        | Burundi                                                              | 1 – 2                                                                | Gabon                                                                | Qual. Mondiali 2026                                                  | 1                                                                    | 73’                                                                  |
| 7-6-2024                                                             | Korhogo                                                              | Costa d'Avorio                                                       | 1 – 0                                                                | Gabon                                                                | Qual. Mondiali 2026                                                  | -                                                                    |                                                                      |
| 11-6-2024                                                            | Franceville                                                          | Gabon                                                                | 3 – 2                                                                | Gambia                                                               | Qual. Mondiali 2026                                                  | 1                                                                    | 27’                                                                  |
| 11-10-2024                                                           | Franceville                                                          | Gabon                                                                | 0 – 0                                                                | Lesotho                                                              | Qual. Coppa d'Africa 2025                                            | -                                                                    | 65’                                                                  |
| 15-10-2024                                                           | Durban                                                               | Lesotho                                                              | 0 – 2                                                                | Gabon                                                                | Qual. Coppa d'Africa 2025                                            | -                                                                    | 71’                                                                  |
| 15-11-2024                                                           | Franceville                                                          | Gabon                                                                | 1 – 5                                                                | Marocco                                                              | Qual. Coppa d'Africa 2025                                            | -                                                                    | 7’ 69’                                                               |
| 18-11-2024                                                           | Johannesburg                                                         | Rep. Centrafricana                                                   | 0 – 1                                                                | Gabon                                                                | Qual. Coppa d'Africa 2025                                            | -                                                                    | 82’                                                                  |
| 20-3-2025                                                            | Franceville                                                          | Gabon                                                                | 3 – 0                                                                | Seychelles                                                           | Qual. Mondiali 2026                                                  | 1                                                                    | 72’                                                                  |
| 23-3-2025                                                            | Nairobi                                                              | Kenya                                                                | 1 – 2                                                                | Gabon                                                                | Qual. Mondiali 2026                                                  | -                                                                    | 64’                                                                  |
| Totale                                                               |                                                                      | Presenze                                                             | 30                                                                   |                                                                      | Reti                                                                 | 7                                                                    |                                                                      |